# Santo Adriano del Monte
Santo Adriano del Monte (San Adrianu en asturiano y oficialmente) es una parroquia del concejo de Grado, en el Principado de Asturias (España). Ocupa una extensión de 8,88 km² y no tien población empadronada (INE 2021).
Está situada en el área suroriental del concejo, y limita al norte con la parroquia de Coalla; al este con la de Sama de Grado; al sureste y al sur, con el concejo de Proaza, concretamente con las parroquias de Linares y Sograndio, respectivamente; y al oeste con el concejo de Yernes y Tameza, con la parroquia de Yernes concretamente.

## Toponimia
El nombre de la parroquia es un hagiotopónimo, en referencia al santo de la Iglesia católica Adriano de Nicomedia.

### En asturiano
El topónimo oficial de la parroquia es, desde 2007, en Asturiano, San Adrianu. Este es también el topónimo oficial, en asturiano, para el lugar de la parroquia conocido en castellano como San Adriano del Monte. El nomenclátor de la Academia de la Llingua Asturiana y la Toponimia asturiana de Xosé Lluis García Arias indican como topónimo en asturiano Santu Adrianu´l Monte.

## Poblaciones
Según el nomenclátor de 2009 la parroquia está formada por las poblaciones de:
- La Condesa (lugar): deshabitado.
- San Adriano del Monte (San Adrianu en asturiano) (lugar): deshabitado.

A más de 600 m s. n. m. está el núcleo de L'Hortigal[cita requerida], compuesto por cuatro viviendas, también despoblado, se sitúa en la ladera del valle del río Las Varas y tiene buenas vistas sobre el pueblo de Santo Adriano del Monte. Su calzada de pequeñas piedras es un ejemplo de la importancia que llegó a tener.[cita requerida]

## Historia

### Edad Media
En los conocidos como Libro de la Regla Colorada y Libro de las Jurisdicciones, de la catedral de Oviedo, se encuentra una copia de un traslado notarial realizado en 1378 del fuero concedido por el obispo Juan de Oviedo a tres vecinos de esa ciudad para el repoblamiento del lugar de Santo Adriano del Monte. En esta carta puebla se concedía a perpetuidad, con el acuerdo de los canónigos de Santo Adriano de Tuñón, el lugar conocido entonces y nombrado como Santo Adriano de Vaselgas, a los pobladores y su descendientes:

Este lugar vos do porque era tornado monte devisso, que lo arronpades e que pobledes e llantedes e hedefiquedes e que lo ayades por jur de heredat por todos los tienpos del mundo, tan bien vos commo toda vuestra progenia que de vos desçendier, por tal pleito: que quantos y moraren sean vasallos del obispo de Oviedo e dian cada anno al monesterio de Tunnon en dia de Santo Adriano veinte sueldos de la moneda de Leon, e quando el obispo for una vegada en el anno en este llugar e en Tunnon entre quatro onbres casados dianle una quarta de reguefas e otra de huerdo por la quarta de Oviedo; e por estos veynte sueldos que entre todos devedes dar e por este manjar seades quitos e libres de toda otra fazendera e de otra demanda.
(...)
 E sy venier a tiempo que eglesia se venga en este llugar sea de Tunnon.
Transcripción de Ruiz de la Peña.

Como contrapartida las familias se convertían en vasallos del obispo de Oviedo y debían aportar las siguientes contraprestaciones:
- como infurción,[6]  en dinero, una renta anual de 20 sueldos a la abadía de Tuñón, con motivo de la festividad del patrono, y
- como yantar,[6][7] en especie, una cuarta de roscas de pan (reguefas) y otra de grano (huerdo) —medidas con la cuarta «de Oviedo»— que deberían entregar cuatro hombres casados en la visita anual del obispo al lugar o a Tuñón.

No incluía otras cargas para los vasallos pero sí una reserva en favor de Tuñón de la iglesia que se construyera en el lugar.

### Edad Moderna
En el Diccionario geográfico-estadístico de España y Portugal de Sebastián de Miñano (1827), la parroquia, bajo la advocación de La Natividad de Nuestra Señora, se sitúa en el concejo de Santo Adriano, con una población de 22 vecinos y 110 habitantes.
Posteriormente Pascual Madoz recoge en su Diccionario (1845) recoge en la entrada de Santo Adriano la feligresía como una de las que comprendían este municipio. Y en la entrada del lugar indica que tenía 30 casas reunidas, escuela, iglesia parroquial con cementerio, 28 vecinos y 135 familias.

### Edad Contemporánea
En 1927 un Real Decreto-Ley dispuso la segregación de la parroquia del concejo de Santo Adriano para unirse al de Grado (Asturias). La incorporación a Grado fue solicitada por el vecindario de la parroquia basada en razones geográficas y en la facilidad de comunicación con el concejo moscón, entre otras.
Carlos de Llanos, alcalde de Santo Adriano entre 2003 y 2011, declaró en varias ocasiones que la parroquia forma parte del concejo cuya corporación presidía debido a que algunas fincas de Santo Adriano del Monte aparecían en el catastro en el municipio de Santo Adriano.

## Patrimonio
Según el catálogo urbanístico de Grado aprobado en 2001, se encuentra dentro del término parroquial los siguientes elementos:
- arqueológicos: el túmulo del monte Piurices y los abrigos de Peña Blanca, en San Adriano; y el abrigo del Veirón, en La Condesa —todos ellos en el nventario del Patrimonio Cultural de Asturias—;[16]
- etnográficos (viviendas, horreos, paneras y otros); y
- la capilla de Nuestra Señora.